# Hypohippus affinis
O Hypohippus affinis (ou cavalo da floresta) é uma espécie equina que viveu na America do Norte, dos EUA ao Canadá, durante o Mioceno, a 40 mil anos atrás.

## Características
O Hypohippus affinis, em relação as zebras e cavalos modernos, era menor e mais compacto por viver em florestas ao invés de prados, savanas ou estepes. Eles, também, possuíam três dedos e era um dos maiores cavalos a abitar as florestas.